# Mucc
Mucc — японська група, що грає в стилі visual kei, утворена у 1997 році в місті Ібаракі.

## Склад
- Татсуро «Тацуро» Івагамі — вокал, губна гармоніка
- Масаакі «Мія» Ягуті — гітара, бек-вокал
- Сатосі «Саточі» Такаясу — барабани, перкусія
- Юсуке «Юкка» Фукуно — бас-гітара, контрабас

## Дискографія
Студійні альбоми
- Tsūzetsu (2001)
- Hōmura Uta (2002)
- Zekū (2003)
- Kuchiki no Tō (2004)
- Hōyoku (2005)
- 6 (2006)
- Gokusai (2006)
- Shion (2008)
- Kyūtai (2009)
- Karma (2010)
- Shangri-La (2012)
- The End of the World (2014)
- Myakuhaku (2017)
- Kowareta Piano to Living Dead (2019)
- Aku (2020)